# Agar.io

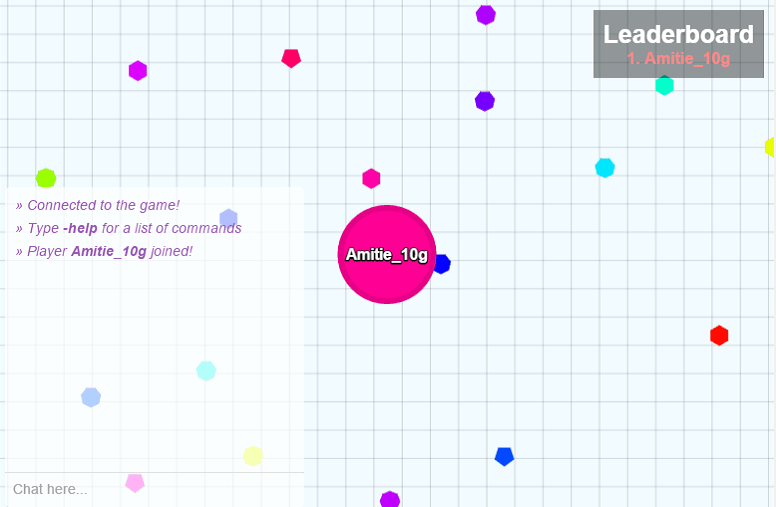
Captura de pantalla de un clon de Agar.io.

Agar.io es un videojuego de navegador masivo en línea, publicado el 28 de abril de 2015 en Reddit por un desarrollador independiente de dicho sitio web, llamado «Zeach». La perspectiva del juego es cenital.
Su versión para Android e iOS fue publicada el 8 de julio del 2015 por Miniclip.

## Jugabilidad
El jugador empieza con una célula pequeña y tiene como objetivo ser lo más grande que pueda. Para lograr este objetivo el jugador debe mover su célula por el mapa para comer los pequeños puntos de colores que elevan su masa en 1 además de tragar otras células al colocarse directamente sobre ellas y evitar ser presa de células más grandes. Todo sucede en el mapa basado en una placa de Petri que contiene a la sustancia gelatinosa agar, que favorece el movimiento de las células. Existe varios modos de juego entre los que se encuentran FFA o todos contra todos y también en equipos. Además de estos dos modos también se encuentra el modo experimental y el modo party. En este último se puede invitar a amigos a jugar en el mismo mapa. En modo FFA, los jugadores se les permite cambiar su apariencia con diferentes palabras o frases, lo que se denomina skin.
Agar.io contiene tres entidades: pellets, las células y los virus:
- Pellets:, o los alimentos,[5] se dispersan al azar en el mapa. Cuando se ingieren, la masa de una célula aumenta ligeramente.
- Las células: son controladas por todos los jugadores. Las células oponentes de menor tamaño pueden ser ingeridas, esto puede ser directamente, o mediante la división, como se describe a continuación. Las células se mueven más lentamente cuando la masa es mayor[6] y gradualmente se pierde masa con el tiempo.[7]
- Los virus: hacen que se separen las células más grandes en muchos pedazos. Las células más pequeñas pueden esconderse detrás de ellos para la protección contra las células de mayor tamaño. Pueden ser alimentados para crear otro virus que marcha en dirección al jugador que elige.[7]

Los jugadores pueden dividir una parte de su célula, arrojando la célula dividida en la dirección del cursor. Esto puede ser utilizado como un ataque a distancia para tragar otras células, para escapar de una situación difícil, o para que se mueva más rápidamente por el mapa. Al dividir células, posteriormente se unen a una nuevamente en un periodo prolongado de tiempo. Los jugadores también pueden liberar pequeñas fracciones de su masa para hacer crecer otras células, de anzuelo para los enemigos de manera que se acerquen a comer para ser comidos, o para alimentar a los virus, a lo que conlleva a dividirse cuando se hace varias veces.

## Desarrollo
Agar se anunció por primera vez en Reddit el 28 de abril de 2015 por Matheus Valadares, un desarrollador brasileño de 19 años. Diseñado en JavaScript y C++, el juego fue desarrollado a los pocos días. Valadares continuó actualizándolo y añadiéndole nuevas características al juego, como por ejemplo un sistema de experiencia y un modo de juego "experimental" para probar las características experimentales.
El 3 de mayo de 2015, entró Agar.io Greenlight con Valadares planeando lanzar una versión free-to-play del juego para su descarga. Sé planeó para añadirse más características al juego, incluyendo modos de juego adicionales, estilos personalizados, y un sistema de cuenta. Fue aprobado rápidamente por la comunidad para la inclusión a través de Steam.
El 8 de julio de 2015, apareció las versiones móviles de Agar.io para iOS y Android que se publicó en Miniclip. Sergio Varanda, jefe de Miniclip, explicó que el objetivo principal de la versión móvil era "recrear los jugadores con experiencia de juego que lo conocía y amaba en la web", citando los desafíos con la recreación de la experiencia con controles de pantalla táctil. Miniclip planeaba hacer más actualizaciones con frecuencia para el juego; Varanda dijo que las nuevas características a menudo provienen de los comentarios de los fanes, en las redes sociales.

## Recepción
Cuando Agar.io fue lanzado obtuvo recepción de crítica positiva. Jon Fingas de Engadget describe el juego como "una buena abstracción de la feroz competencia supervivencia del más apto que a veces se ve en el nivel microscópico." La Norma Yorkshire calificó de "extremadamente adictivo", pero se criticó por ser algo repetitivo y frustrante. Brett Makedonski de Destructoid dice que "se sentía tan bien comer un tipo".
Las versiones móviles rápidamente recibieron la misma buena acogida, pero los críticos no les gustaba a sus controles. Chris Carter de Toucharcade elogió su sencillez, elemento estratégico y "personalidad", pero criticó que puede llegar a ser difícil de controlar a las masas más grandes. Glen Fox de Pocket Gamer lo elogió también por su elemento estratégico y lo llamó "adictivo", pero fue criticado por los controles como el "flotante". Finalmente Steve Wollaston del Sunday Mercury también fue elogiado por los gráficos como "maravillosamente extraño", diciendo que "parece que acaba de ser lanzado en conjunto por un niño de siete años de edad, en su habitación con un iPad y unos lápices de colores ".
Agar.io rápidamente se convirtió en un juego muy popular después del lanzamiento, debido a que en gran parte se propaga rápidamente y frecuentemente a través de los medios sociales y su difusión en Twitch.tv y YouTube. Publicado por Miniclip, que en las versiones móviles del juego se hizo popular con relativa rapidez, obteniendo más diez millones de descargas en la primera semana desde el lanzamiento.

## Uso político
Durante las campañas de las elecciones de junio de 2015 de Turquía, Agar.io fue utilizado en Turquía por razones políticas; muchos jugadores bautizaron sus células con el nombre de partidos y referencias políticas turcas, hubo alianzas entre los jugadores con puntos de vista políticos similares, luchando contra otros jugadores con puntos de vista opuestos. Algunos partidos políticos utilizaron Agar.io con carteles de la campaña como símbolo de apoyo.